# Georg Martin Preissler

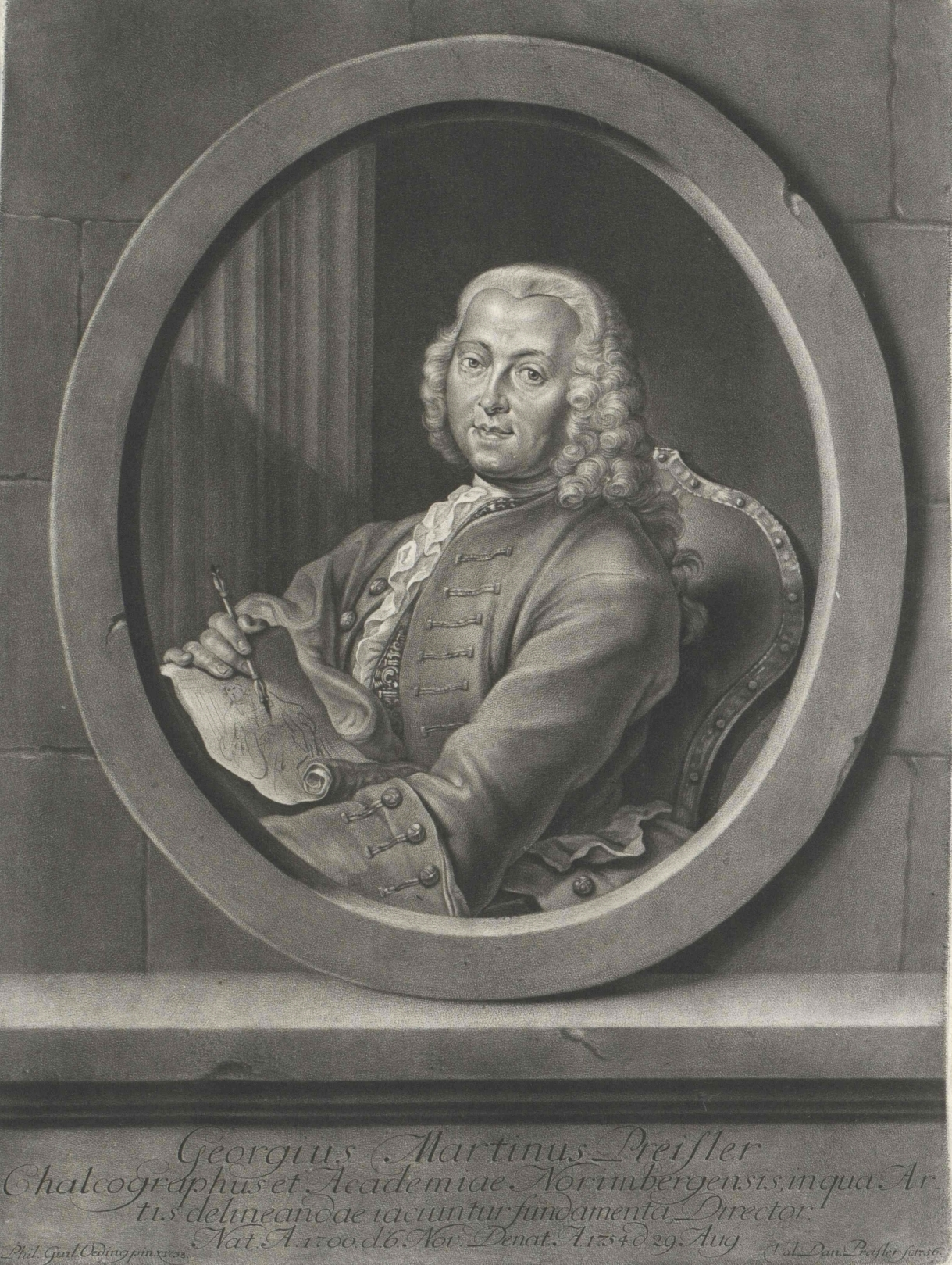
Georg Martin Preisler, Stich von Valentin Daniel Preissler (1756) nach Philipp Wilhelm Oeding (1733)

Georg Martin Preissler (* 6. November 1700 in Nürnberg; † 29. August 1754) war ein deutscher Maler und Kupferstecher.
Georg Martin war ein Sohn des Nürnberger Malers Johann Daniel Preissler und dessen Ehefrau Anna Felicitas Riedner. Er ging bei seinem Vater in die Lehre und wurde 1737 Direktor der Zeichenschule der Nürnberger Akademie.
1728 heiratete er Helena Susanna Wagner.